# Lacordairina
Lacordairina is een kevergeslacht uit de familie van de boktorren (Cerambycidae). De wetenschappelijke naam van het geslacht werd voor het eerst geldig gepubliceerd in 2011 door Vives & al..

## Soorten
Lacordairina is monotypisch en omvat slechts de volgende soort:
- Lacordairina tmesisternoides (Lacordaire, 1869)